# Gravidul (film)
Gravidul  (în engleză Junior) este un film de comedie american din 1994 regizat și produs de Ivan Reitman; cu Arnold Schwarzenegger, Danny DeVito și Emma Thompson în rolurile principale.
A avut un buget de 60 milioane $ și încasări de 108,4 milioane $.
Filmul a fost lansat în Statele Unite cu o zi înainte de Ziua Recunoștinței, pe 23 noiembrie 1994, cu o recepție mixtă și nu a egalat performanța de la box-office a filmelor anterioare ale lui Reitman cu Schwarzenegger în rolul principal: Gemenii din 1988 (în care DeVito și Schwarzenegger au făcut un duo de comedie) și Polițist de grădiniță din 1990. Schwarzenegger și Thompson au fost nominalizări la Globul de Aur pentru interpretările lor. Muzica tematică a filmului, „Look What Love Has Done” a lui Patty Smyth a fost de asemenea apreciată, fiind nominalizată la Premiul Oscar pentru cea mai bună melodie originală.

## Prezentare
Filmul îl urmărește pe Alex Hesse (Schwarzenegger), un om de știință austro-american care acceptă să rămână însărcinată cu un medicament nou, Expectane.

## Distribuție
- Arnold Schwarzenegger - Dr. Alexander "Alex" Hesse. Este cel de-al patrulea film al lui Schwarzenegger regizat de Reitman (a apărut într-un rol cameo în Dave - președinte pentru o zi; pe lângă rolurile din Gemenii și Polițist de grădiniță)
- Danny DeVito - Dr. Larry Arbogast . Este al doilea film al lui DeVito regizat de Reitman și al treilea film cu Schwarzenegger în rol principal (el a avut un rol de voce nemenționat în Ultima aventură; pe lângă rolul din Gemenii)
- Emma Thompson - Dr. Diana Reddin
- Frank Langella - Dr. Noah Banes
- Pamela Reed - Angela. Reed a mai jucat alături de Schwarzenegger în Polițist de grădiniță.
- Aida Turturro - Louise
- James Eckhouse - Ned Sneller
- Megan Cavanagh - Willow
- Christopher Meloni - Mr. Lanzarotta